# کانتینر استاندارد بیست فوتی
کانتینر استاندارد بیست فوتی یا واحد معادل بیست پا یا واحد بیست‌پایی (به انگلیسی: twenty-foot equivalent unit) (خلاصه شده و مرسوم TEU یا teu) یک واحد غیرمستقیم از ظرفیت بار است که اغلب برای توصیف ظرفیت کشتی کانتینری و پایانه‌های کانتینر استفاده می‌شود. اساس آن بر حجم ۲۰ فوت (۶٫۱ متر) کانتینر، (جعبه فلزی به اندازه استاندارد که می‌توان به راحتی بین حالت‌های مختلف حمل و نقل مانند کشتی، قطار و کامیون انتقال یابد) می‌باشد.
در اصل یک واحد برای کانتینرها می‌باشد.

## ارتفاع
اگرچه استانداردی در رابطه با ارتفاع وجود ندارد و بین ۴ فوت ۳ اینچ (۱٫۳۰ متر) و ۹ فوت ۶ اینچ (۲٫۹۰ متر) یا رایج‌ترین ارتفاع ۸ فوت ۶ اینچ (۲٫۵۹ متر) متغیر است همچنین، ۴۵ فوت (۱۳٫۷ متر) برای کانتینرهای 2 TEU، به جای 2.25 TEU معمول است.

## واحد معادل چهل پا

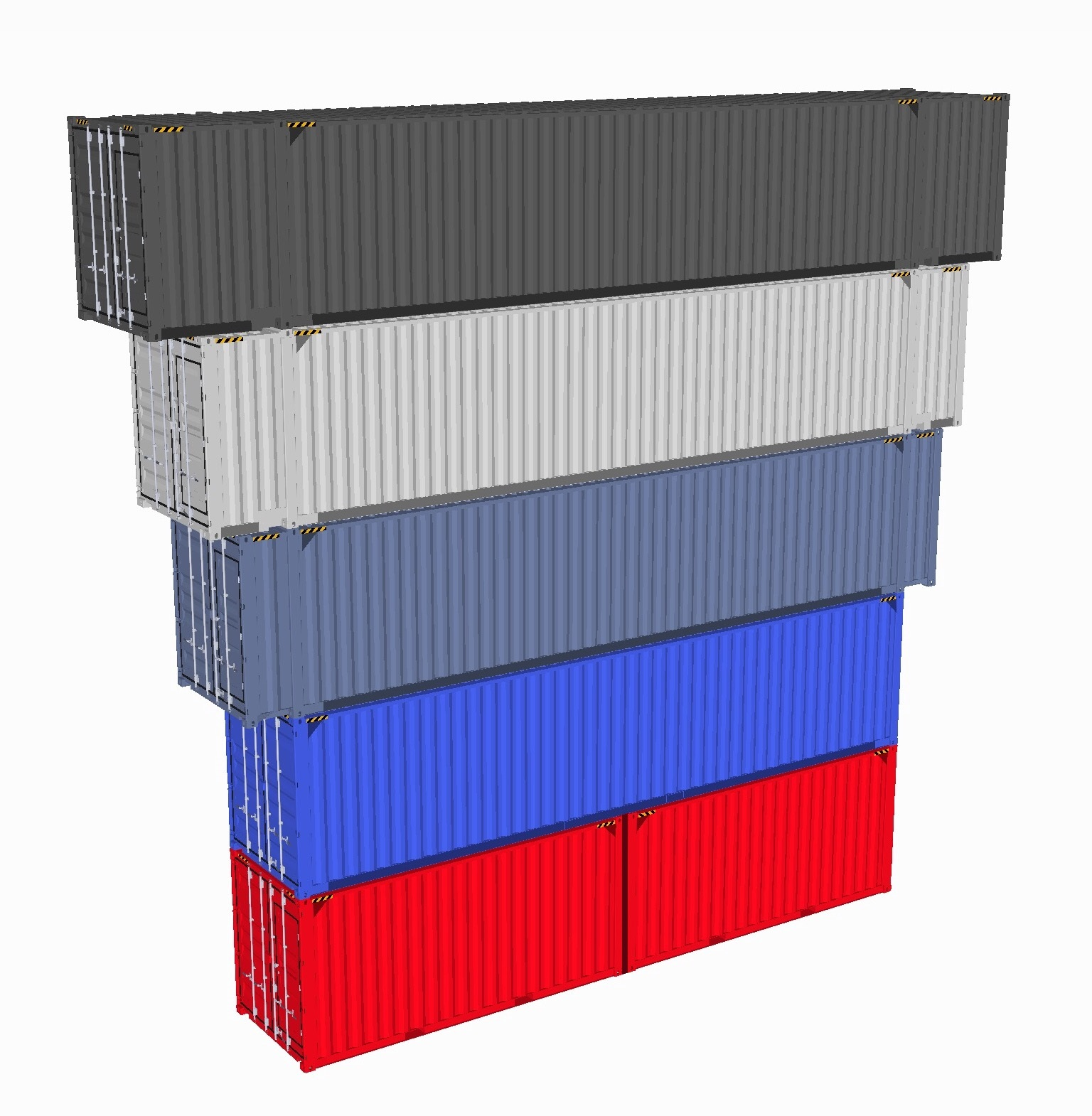
ظروف ۵۳ '۴۸' ۴۵ '۴۰' و (2x) ۲۰ "انباشته شده‌است

استاندارد کانتینر به عنوان بیست فوت (۶٫۱ متر) و ۸ فوت (۲٫۴۴ متر) پهن می‌باشند. علاوه بر این یک استاندارد کانتینر دیگر با عرض یکسان اما طول دوبرابر چهل پا وجود دارد که کانتینر ۴۰ پا (۱۲٫۲ متر) نامیده می‌شود، که خودش یک واحد معادل چهل پا (اغلب FEU یا feu) در حمل بار می‌باشد. (که دو بیست فوتی (پا) در نظر گرفته می‌شود) TEU، به زیر مراجعه کنید)
به منظور امکان انباشت در کشتی کانتینر ۴۰ فوت (۱۲٫۱۹۲ متر) طول دقیق ۴۰ فوت (۱۲٫۱۹۲ متر)، از کانتینر استاندارد بیست فوتی کمی کوتاهتر است و طول دقیق آن ۱۹ فوت ۱۰٫۵ اینچ (۶٫۰۵۸ متر) می‌باشد این به آن معناست که با توجه به فاصله لازم برای اتصال قفل پیچی کانتینرها ابعاد آن برابر با دو کانتیر بیست فوتی گردد
کانتینرهای چهل فوتی گسترش بیشتری یافته چرا که می‌توان آنها به تنهایی به یک کامیون کشنده متصل نمود طول آنها با استاندارد جاده ای بیشتر کشورها هماهنگی دارد.

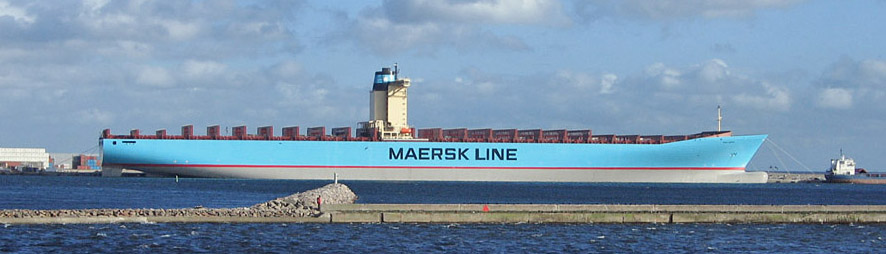
رسماً ۱۱٬۰۰۰ حمل می‌کند (هر تن ۱۴ تن ناخالص)

## برابری
| طول               | عرض              | قد                      | جلد                             | TEU  |
| ----------------- | ---------------- | ----------------------- | ------------------------------- | ---- |
| ۲۰ فوت (۶٫۱ متر)  | ۸ فوت (۲٫۴۴ متر) | ۸ فوت ۶ اینچ (۲٫۵۹ متر) | ۱٬۱۷۲ فوت مکعب (۳۳٫۲ متر مکعب)  | 1    |
| ۴۰ فوت (۱۲ متر)   | ۸ فوت (۲٫۴۴ متر) | ۸ فوت ۶ اینچ (۲٫۵۹ متر) | ۲٬۳۸۹ فوت مکعب (۶۷٫۶ متر مکعب)  | ۲    |
| ۴۸ فوت (۱۴٫۶ متر) | ۸ فوت (۲٫۴۴ متر) | ۸ فوت ۶ اینچ (۲٫۵۹ متر) | ۳٬۲۶۴ فوت مکعب (۹۲٫۴ متر مکعب)  | ۲٫۴  |
| ۵۳ فوت (۱۶٫۲ متر) | ۸ فوت (۲٫۴۴ متر) | ۸ فوت ۶ اینچ (۲٫۵۹ متر) | ۳٬۶۰۴ فوت مکعب (۱۰۲٫۱ متر مکعب) | ۲٫۶۵ |
| مکعب بالا         |                  |                         |                                 |      |
| ۲۰ فوت (۶٫۱ متر)  | ۸ فوت (۲٫۴۴ متر) | ۹ فوت ۶ اینچ (۲٫۹۰ متر) | ۱٬۵۲۰ فوت مکعب (۴۳ متر مکعب)    | 1    |
| نیم ارتفاع        |                  |                         |                                 |      |
| ۲۰ فوت (۶٫۱ متر)  | ۸ فوت (۲٫۴۴ متر) | ۴ فوت ۳ اینچ (۱٫۳۰ متر) | ۶۸۰ فوت مکعب (۱۹٫۳ متر مکعب)    | ۱    |

از آنجا که TEU یک واحد غیرمستقیم است، نمی‌تواند دقیقاً به واحدهای دیگر تبدیل شود. واحد مربوط به معادل چهل فوت، با این حال، به عنوان دو TEU تعریف شده‌است.
در حالی که TEU خود یک اندازه‌گیری از حجم نیست، می‌توان نتیجه‌گیری کرد در مورد حداکثر وزنی که TEU می‌تواند حمل کند، حداکثر جرم ناخالص برای ۲۰ فوت (۶٫۱ متر) ظرفیت حمل بار ۲۴٬۰۰۰ کیلوگرم (۵۳٬۰۰۰ پوند) با کم کردن وزن خود کانتینر حداکثر مقدار محموله در هر TEU به حدود ۲۱٬۶۰۰ کیلوگرم (۴۷٬۶۰۰ پوند) کاهش می‌یابد ۲۱٬۶۰۰ کیلوگرم (۴۷٬۶۰۰ پوند) می‌باشد.